# Пишля (станция)
Пи́шля — железнодорожная станция Куйбышевской железной дороги на участке Кустарёвка — Самара, располагается на территории Республики Мордовия.

## Описание
Станция Пишля расположена на двухпутном участке Кустарёвка — Самара с электротягой постоянного тока и относится к Пензенскому региону Куйбышевской железной дороги. По характеру работы является промежуточной станцией, по объёму выполняемой работы отнесена к 5-му классу. Путевое развитие включает 5 путей: 2 главных (№ 1, 2) и 3 приёмо-отправочных (№ 3, 4, 5). Комплексный контроль за техническим состоянием пути осуществляет Рузаевская дистанция пути (ПЧ-20). Контроль за техническим обслуживанием и ремонтом устройств автоматики и телемеханики осуществляет Рузаевская дистанция сигнализации, централизации и блокировки (ШЧ-2).
Станция включена в диспетчерскую централизацию участка Рузаевка — Кустарёвка. Диспетчерское управление осуществляется поездным диспетчером. Управление стрелками и сигналами при передаче станции на сезонное или резервное управление осуществляется дежурным по станции.

## Движение
На станции останавливаются поезда местного и пригородного сообщений.